# Jennie Livingston
Jennie Livingston (Dallas, 24 febbraio 1962) è una regista statunitense nota per il documentario Paris Is Burning.

## Biografia
Jennie Livingston nacque a Dallas in Texas ma crebbe a Los Angeles, dove la sua famiglia si trasferì quando lei aveva due anni. È la minore di tre fratelli, ed ha due fratelli maggiori. Dopo il college si laureò alla Yale University nel 1983, dove studiò fotografia, disegno e pittura. Uno dei suoi insegnanti a Yale fu il fotografo Tod Papageorge. Dopo la laurea frequentò un corso estivo di cinematografia alla New York University nel 1984. La Livingston è la nipote del regista Alan J. Pakula e collaborò con lui alla realizzazione del film Un ostaggio di riguardo del 1987. Pakula la incoraggiò a realizzare il suo primo film come regista.
Sua madre, Myra Cohn Livingston, era una scrittrice di libri per l'infanzia in versi. Suo padre, Richard Livingston, era un contabile e autore del libro per bambini The Hunkendunkens. Suo fratello Jonas era un dirigente musicale alla Geffen Records e alla MCA Records, e diresse il video per la canzone What I Am di Edie Brickell & New Bohemians nel 1988. Un altro suo fratello è Joshua. Jennie si trasferì a New York nel 1985, e fu un'attivista per l'AIDS partecipando al gruppo ACT UP. È dichiaratamente omosessuale e vive a Brooklyn.
Suo padre morì di malattie cardiache nel 1990, sua madre e sua nonna morirono entrambe di cancro a pochi mesi l'una dall'altra nel 1996. Due anni dopo, suo zio Alan J. Pakula morì in un incidente d'auto, e suo fratello Jonas morì improvvisamente agli inizi del 2000. La perdita della sua famiglia e l'esperienza di dolore la portarono ad iniziare a lavorare al suo film Earth Camp One.

## Filmografia
- Paris Is Burning (1990)
- Hotheads (1993)
- Stonewall (1994)
- Who's the Top? (2005)
- Through the Ice (2005)
- Pose (2018-19)